# Caugé
Caugé là một xã thuộc tỉnh Eure trong vùng Normandie miền bắc nước Pháp.

## Huy hiệu
| Arms of Caugé | The arms of Caugé are blazoned: Gules, on a bend argent an eagle sable. |